# Contea di Fluvanna
La contea di Fluvanna (in inglese Fluvanna County) è una contea dello Stato della Virginia, negli Stati Uniti. La popolazione al censimento del 2000 era di 20 047 abitanti. Il capoluogo di contea è Palmyra.